# Peter Karmis
Peter Karmis (Springbok, 10 juni 1981) is een golfprofessional uit Zuid-Afrika.
Karmis studeerde aan de Purdue-universiteit.

## Professional
Karmis werd in 2004 professional en speelde de eerste jaren op de Sunshine Tour en de Aziatische PGA Tour waar hij de eerste editie van de Singapore Classic won. Dit gaf hem twee jaar speelrecht op de Aziatische Tour. In 2011 speelde hij ook op de Europese Tour. Zijn beste resultaat was een 33ste plaats bij het Singapore Open. Aan het einde van het jaar verloor hij zijn speelrecht voor 2012. 
Seizoen 2012 begon goed, hij eindigde op de 10de plaats bij het Africa Open. Op de wereldranglijst stond hij daarna op nummer 384. Zijn beste ranking was nummer 289 na de Queen's Cup in 2011.

### Gewonnen
Aziatische Tour
- 2010: Handa Singapore Classic (-21)

Sunshine Tour
- 2007: Lombard Insurance Classic
- 2009: Lombard Insurance Classic